# 小行星5270
小行星5270（英語：5270 Kakabadze）是一颗围绕太阳公转的小行星。1979年5月19日，R. M. West在拉西拉天文台发现了此天体。
这颗小行星的绝对星等为50.13477503274445等。